# 로스토레이지 인사이티드 위크로스
《로스토레이지 인사이티드 위크로스》(Lostorage incited WIXOSS)는 J.C.STAFF가 다카라토미와 협력하여 제작한 일본의 애니메이션이다. 애니메이션 작품 제3기로 2016년 10월 8일부터 12월 24일까지 방영되었다. 트레이딩 카드 게임 WIXOSS(위크로스)가 2014년 4월 26일 발매되었다. 대한민국에서는 애니플러스에서 방영되었다. 《로스토레이지 컨플레이티드 위크로스》라는 제목의 제4기는 2018년 4월 7일부터 6월 23일까지 방영되었다.

## 개요
트레이딩 카드 게임 WIXOSS의 애니메이션 제2기인 《셀렉터 스프레드 위크로스》의 후속작이다.